# Dado Marino
Salvador „Dado“ Marino (* 15. Oktober 1915 in Maui, Hawaii, Vereinigte Staaten; † 28. Oktober 1989) war ein US-amerikanischer Boxer hawaiischer Abstammung. Er war Weltmeister der Berufsboxer im Fliegengewicht.

## Werdegang
Dado Marino lebte in Honolulu auf Hawaii. Über seine Amateurzeit als Boxer ist nichts bekannt. Am 20. Juni 1941, also im Alter von fast 26 Jahren, bestritt er in Honolulu seinen ersten Profikampf. Insgesamt bestritt er von diesem Zeitpunkt an bis zum Juli 1947 41 Kämpfe meist im Bantamgewicht bzw. sogar im Federgewicht gegen Hawaiier oder Gegner aus dem ostasiatischen Raum, von denen er 35 gewann.
Am 3. Mai 1943 kämpfte er in Honolulu im Bantamgewicht gegen den Hawaiier David Kui Kong Young und verlor diesen Kampf durch Technischen K. o. in der achten Runde. Es handelte sich dabei um einen Weltmeisterschaftskampf, der allerdings nur von der territorialen Box-Kommission als solcher anerkannt wurde. „Offizieller“ Weltmeister der National Boxing Association NBA im Bantamgewicht war zu diesem Zeitpunkt der US-Amerikaner Manuel Ortiz. Am 29. April 1929 gewann Dado Marino in Honolulu den hawaiischen Meistertitel im Fliegengewicht mit einem Punktsieg nach zwölf Runden über Alfredo Chavez. Das war sein erster Titelgewinn als Profiboxer.
Am 16. Juli 1947 sollte Dado Marino in Glasgow, UK, gegen den britischen Titelverteidiger Jackie Patterson um den NBA-Weltmeistertitel im Fliegengewicht boxen. Jackie Patterson trat aber zu diesem Kampf wegen Gewichtsschwierigkeiten nicht an. Statt gegen Patterson boxte Dado Marino deshalb an diesem Tag gegen den Briten Rinty Monaghan in einem Nicht-Titelkampf. Er gewann dabei gegen Monaghan durch Disqualifikation in der neunten Runde. Am 8. August 1947 verlor er in Manchester, UK, wieder in einem Nicht-Titelkampf gegen den Fliegengewichts-Exweltmeister Peter Kane aus Liverpool, UK, nach zehn Runden nach Punkten. Am 20. Oktober 1947 erhielt Dado Marino aber die Chance in Harringay, UK, gegen Rinty Monaghan um den vakanten Weltmeistertitel im Fliegengewicht, der Jackie Patterson von der NBA aberkannt worden war, zu boxen. Er verlor diesen Kampf nach 15 Runden nach Punkten.
Am 1. März 1949 boxte Dado Marino in Honolulu gegen Manuel Ortiz, der immer noch NBA-Weltmeister im Bantamgewicht war, als Herausforderer um ebendiesen Titel. Er verlor aber nach 15 Runden nach Punkten. Am 16. September 1949 boxte er dann in Manila gegen Tirso Del Rosario aus den Philippinen um den Ostasiatischen Meistertitel im Federgewicht. Er hatte in diesem Kampf aber Pech und musste in der fünften Runde wegen einer klaffenden Augenbrauenverletzung (Cut) aus dem Kampf genommen werden.
Am 1. August 1950 erreichte Dado Marino dann sein großes Ziel. Er besiegte an diesem Tag in Honolulu den Engländer Terry Allen nach 15 Runden klar nach Punkten und wurde damit NBA-Weltmeister im Fliegengewicht. Inzwischen war ihm in Japan mit Yoshio Shirai ein neuer starker Konkurrent um diesen Titel erwachsen. Am 21. Mai 1951 kam es im Korakuen-Baseball-Stadion in Tokio vor 35.000 Zuschauern zu einem Kampf zwischen Dado Marino und Yoshio Shirai, den Marino nach zehn Runden nach Punkten gewann. Dieser Kampf fand jedoch im Bantamgewicht statt und war von der Box-Commission der NBA nicht als Weltmeisterschaftskampf genehmigt worden, weil Dado Marino seinen frisch gewonnenen Weltmeistertitel wegen einer Rückkampfklausel erst noch gegen Terry Allen verteidigen musste.
Dieser Kampf fand dann am 1. November 1951 in Honolulu statt und Dado Marino besiegte Terry Allen wieder einstimmig nach Punkten. Am 4. Dezember 1951 kämpften Dado Marino und Yoshio Shirai in Honolulu wieder gegeneinander. Es ging in diesem Kampf aber wieder nicht um den Weltmeistertitel. Marino verlor diesen Kampf durch Technischen K. o. in der siebten Runde. In den Runden vorher war er von Shirai sechsmal zu Boden geschickt worden. Am 9. Mai 1952 fand dann in Tokio, dieses Mal vor 40.000 Zuschauern, die Titelverteidigung von Dado Marino gegen Yoshio Shirai statt. Shirai gewann diesen Kampf nach 15 Runden klar nach Punkten und war damit neuer NBA-Weltmeister im Fliegengewicht. Es kam dann am 15. November 1952 in Tokio noch einmal zu einem Weltmeisterschaftskampf zwischen Marino und Shirai, den Shirai nach 15 Runden wiederum nach Punkten gewann.
Nach diesem Kampf beendete Dado Marino seine Boxerkarriere.